# Афонята (Кировская область)
 Афонята  — поселок в Афанасьевском районе Кировской области в составе Борского сельского поселения.

## География
Расположен на расстоянии примерно 55 км на север-северо-запад по прямой от райцентра поселка  Афанасьево на правобережье реки Кама.

## История
Известен с 1891 года, в 1926 году (починок Афонята или Белятский) хозяйств 4 и жителей 25, в 1950 23 и 86, в 1978 уже поселок, в 1989 160 жителей.  

## Население
Постоянное население составляло 143 человек (русские 95%) в 2002 году, 101 в 2010.